# 佐藤栞菜
佐藤 栞菜（さとう かんな、1991年2月6日 - ）は、新潟県出身の女優。血液型はB型。サンミュージックブレーン所属していた。

## 来歴・人物
2005年、月曜ミステリー劇場「弁護士高見沢響子7」に杉下なつみ役として出演。2006年には「新キッズ・ウォー2」にて宮崎真汐に代わって裏主人公の河合桃子役として出演した。
趣味は映画鑑賞、音楽鑑賞、釣り。特技はダンスと歌、ピアノ、茶道。
映画に関しては、年間100本ほど映画館で鑑賞する。
7歳下の妹がいる。
2023年5月15日、自身のInstagramで第1子を出産したことを報告した。なお結婚については「兼ねてより婚姻関係にありました方」としたのみでその情報は明かしておらず詳細は不明である。

## 出演

### テレビドラマ
- 月曜ミステリー劇場 弁護士高見沢響子7（2005年、TBS） - 杉下なつみ 役
- 新キッズ・ウォー2（2006年、TBS） - 河合（市川）桃子 役
- 未来遊園地2〜馬泥棒とメリーゴーラウンド〜（2008年3月28日、テレビ朝日） - 三浦真由の回想中の不良少女仲間 役
- 赤い糸 第7話（2009年1月31日、フジテレビ） - 主役の同級生（エキストラ） 役
- 臨死!!江古田ちゃん（2011年3月、日本テレビ）
- 生まれる。 第1話（2011年4月22日、TBS） - 合コンの女性 役
- 金曜プレステージ「ヤバい検事 矢場健〜ヤバケンの暴走捜査〜2」（2013年1月25日、フジテレビ）
- 失恋ショコラティエ 第2話（2014年1月20日、フジテレビ） - ショコラ・ヴィのお客さん（爽太と写真を撮る） 役
- 金曜プレステージ「潔癖クンの殺人ファイル 汚れた招待状」（2014年9月26日、フジテレビ） - OL 役
- 女将になります!（2020年、毎日放送）- 未来 役

### 映画
- ゴーヤちゃんぷるー（2006年、松島哲也監督） - 亜希 役
- 白夜行（2011年、深川栄洋監督）
- TOKYOてやんでぃ（2013年、神田裕司監督）

### CM
- 日本工学院専門学校（2004年）
- グリコ乳業「牧場しぼり」（2004年）

### 舞台
- トゥルークリスマス〜奇蹟のおまじない ジングルジングラ〜（2009年12月、シアターサンモール）
- ミュージカル真夏の夜の夢（2012年7月） - ハーミア 役
- ミュージカル ぴよぴよじおじお（2013年5月、銀座みゆき館劇場） - 桃山花子 役
- 水の中のホームベース 劇団うわの空・藤志郎一座（2013年10月 - 11月）

### その他のテレビ番組
- Road to Basser（2012年、釣りビジョン）

### ラジオ
- NACK5 SUNDAY LIONS ライオンズレポーター（NACK5、2019年-2022年）
- THE SEITARO★RADIO SHOW「1700」内・かんなのライオンズレポート（NACK5、2020年-2022年）